# شبلی (مانه)
شبلی، روستایی در دهستان کهنه جلگه بخش شیرین‌سو شهرستان مانه در استان خراسان شمالی ایران است.

## جمعیت
بر پایه سرشماری عمومی نفوس و مسکن در سال ۱۳۹۵، جمعیت این روستا برابر با ۲۱۳ نفر (۴۹ خانوار) بوده‌است.